# Janasadharan
Janasadharan is een Assamees-talig dagblad, dat uitkomt in de Indiase deelstaat Assam. De krant, een broadsheet, verscheen voor het eerst in 2003 en is gevestigd in Guwahati.